# Les Luthiers en vivos
Les Luthiers en vivos es el noveno álbum de Les Luthiers, lanzado de manera independiente en 2007.
Este trabajo fue editado como CD doble por la propia productora del grupo: «Les Luthiers Producciones Artísticas», en asociación con el empresario Lino Patalano, aunque los CD no tienen ningún sello discográfico visible.
Este doble álbum marca el retorno discográfico de Les Luthiers luego de 16 años desde su anterior disco (Cardoso en Gulevandia), habiéndose dedicado el grupo, a partir de los años 90, casi exclusivamente a los espectáculos en vivo y el lanzamiento de videos.
El material que integra los discos consta de una selección de audios -extraídos de las grabaciones en video- pertenecientes a los espectáculos Humor dulce hogar (1986), Grandes hitos (1995), Unen canto con humor (1999), Todo por que rías (2000) y El grosso concerto (2001).

## Lista de canciones
- Texto, música y arreglos por Les Luthiers.

Disco uno
1. El regreso del indio
2. Gloria de Mastropiero
3. Perdónala
4. San Ictícola de los Peces
5. A la playa con Mariana
6. La hija de Escipión

Disco dos
1. Lo que el sheriff se contó
2. Serenata tímida
3. Así hablaba Sali Baba
4. Bolero de los celos
5. Educación sexual moderna
6. Serenata medio oriental
7. Las majas del bergantín